# U-Bahnhof Heinrich-Heine-Straße

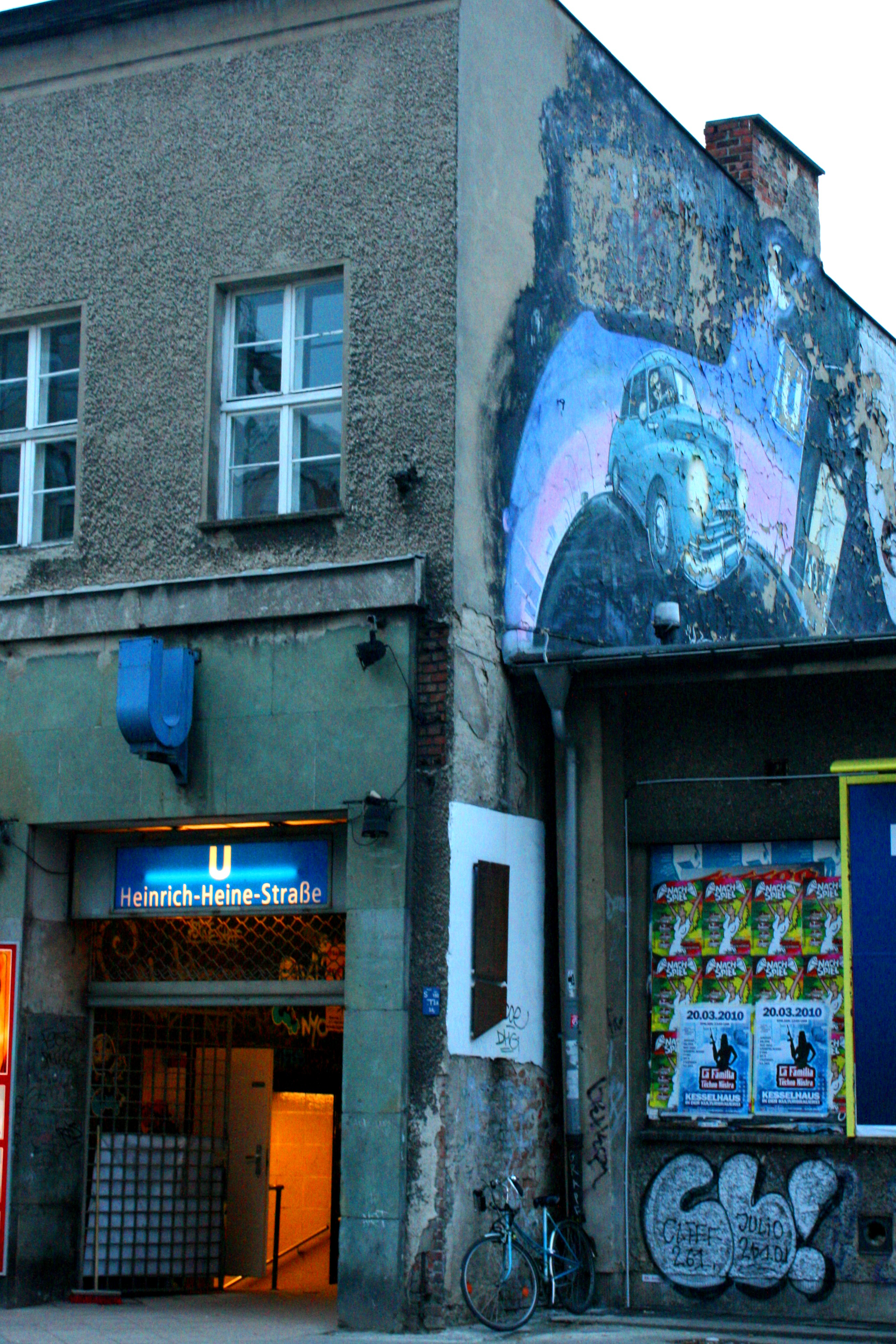
Bahnhofseingang an der Köpenicker Straße

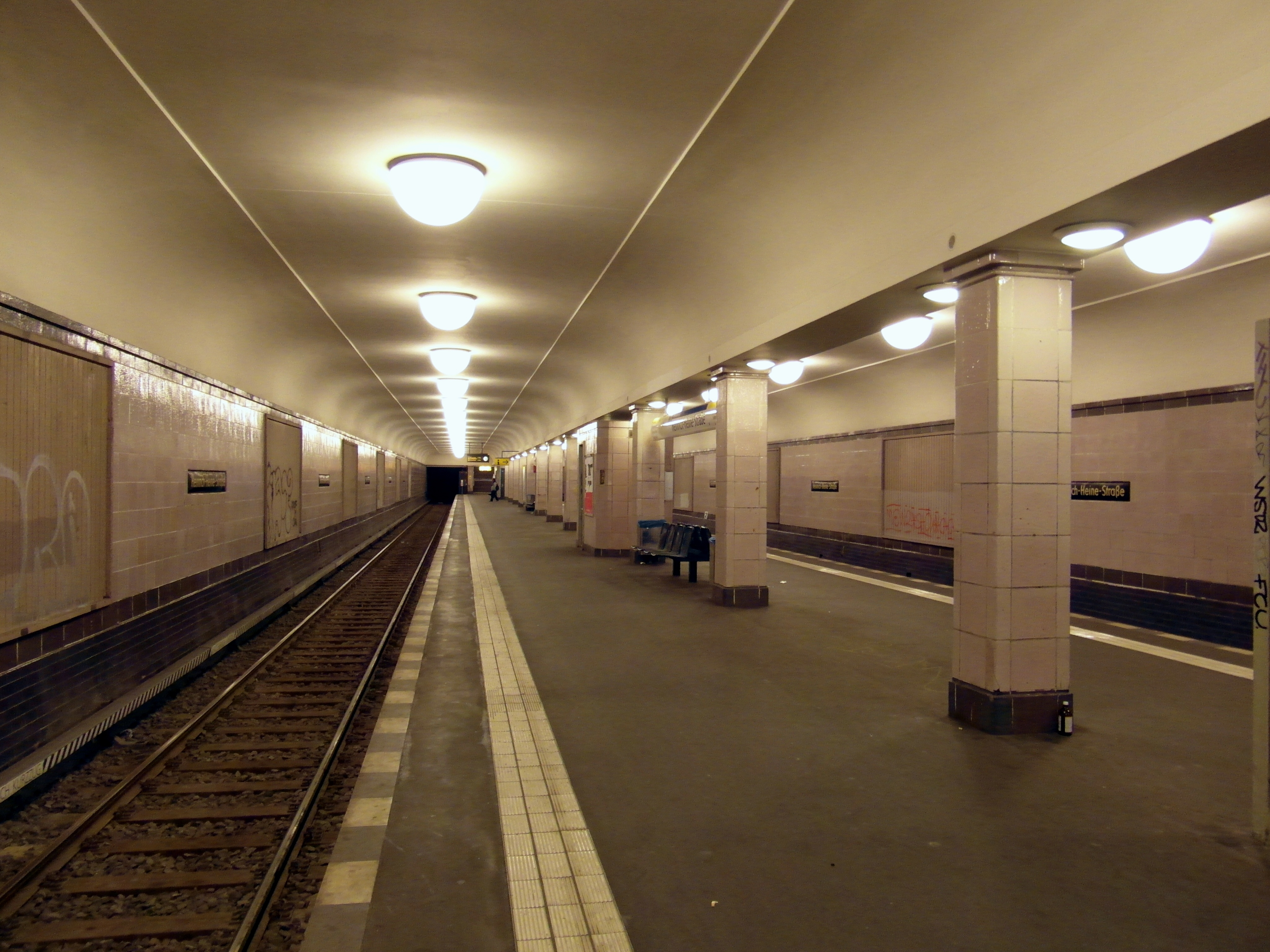
Bahnsteig

Der U-Bahnhof Heinrich-Heine-Straße ist ein Bahnhof der Linie U8 der Berliner U-Bahn. Er befindet sich unter der gleichnamigen Straße im Ortsteil Mitte des gleichnamigen Bezirks. Er wurde am 6. April 1928 in Betrieb genommen. Der U-Bahnhof wird im Bahnhofsverzeichnis der BVG als He bezeichnet.

## Geschichte
Ab 1912 begann die AEG eine eigene U-Bahn zwischen der Schwedenstraße und dem Hermannplatz zu bauen. Doch aufgrund des Ersten Weltkriegs und der nachfolgend wirtschaftlich und politisch schwierigen Zeit konnte die AEG-Schnellbahn A.-G. die Arbeiten nicht vollenden. Nachdem die Stadt Berlin klagte und Recht bekommen hatte, gingen die bereits gebauten Streckenteile an die Stadt über. Ab 1926 wurde wieder an der sogenannten GN-Bahn gearbeitet.
Die Gestaltung des U-Bahnhofs wurde Alfred Grenander übertragen, der die Station wieder im Stil der Neuen Sachlichkeit ausführte. Als Kennfarbe für den Bahnhof wählte Grenander ein helles Violett. So ging der U-Bahnhof Heinrich-Heine-Straße am 6. April 1928 unter dem Namen Neanderstraße in Betrieb. Er war dann vorerst für zwei Jahre Endstation für die Züge aus Richtung Boddin- beziehungsweise Leinestraße. Ab 18. April 1930 fuhren die Züge der damaligen Linie D weiter bis nach Gesundbrunnen.
Der Bahnhof hat einen nördlichen und einen südlichen Ausgang. Der nördliche ist in ein Eckhaus der Köpenicker Straße integriert, dessen obere Geschosse Büroräume und Wohnungen enthalten. Das gesamte Gebäude steht unter Denkmalschutz.
Infolge des Zweiten Weltkriegs musste der Verkehr Ende April 1945 im gesamten U-Bahn-Netz stillgelegt werden. Der Betrieb im Bahnhof konnte am 3. Juni 1945 wieder aufgenommen werden. Der südliche Ausgang, ursprünglich in einem Haus an der Ecke Schmidstraße angelegt, wurde nach der Beseitigung der Trümmer in Form freistehender Treppenzugänge auf den Gehwegen der Neanderstraße eröffnet.
Am 31. August 1960 wurde der Bahnhof in Heinrich-Heine-Straße umbenannt, bevor der Bahnhof ein Jahr später in Folge der endgültigen Berliner Teilung und Abriegelung der Sektorengrenze dauerhaft geschlossen wurde und die Züge der Linie D ab dem 13. August 1961 ohne Halt in den im sowjetischen Sektor befindenden Bahnhöfe durchfuhren. Die direkt auf der Heinrich-Heine-Straße befindlichen Zugänge wurden eingeebnet, sodass sie nicht mehr erkennbar waren. Es verblieb (für die Sicherheitsorgane) nur der im Eckhaus Brücken- Ecke Köpenicker Straße befindliche Eingang, der allerdings gesperrt und für die Öffentlichkeit nicht zugänglich war. Jeder Hinweis, der auf einen Bahnhof deutete, wurde beseitigt. 
Die Wiedereröffnung fand erst knapp 30 Jahre später statt: Zur Währungs-, Wirtschafts- und Sozialunion am 1. Juli 1990 gingen alle „Geisterbahnhöfe“ wieder in Betrieb. Die Zugangstreppen mussten erst wieder neu angelegt werden.
Der Bahnhof besitzt keinen Aufzug und ist daher nicht barrierefrei, ein Einbau ist bis 2027 geplant.

## Anbindung
| Linie | Verlauf |
| ----- | --- |
|       | Wittenau (Wilhelmsruher Damm) – Rathaus Reinickendorf – Karl-Bonhoeffer-Nervenklinik – Lindauer Allee – Paracelsus-Bad – Residenzstraße – Franz-Neumann-Platz (Am Schäfersee) – Osloer Straße – Pankstraße – Gesundbrunnen – Voltastraße – Bernauer Straße – Rosenthaler Platz – Weinmeisterstraße – Alexanderplatz – Jannowitzbrücke – Heinrich-Heine-Straße – Moritzplatz – Kottbusser Tor – Schönleinstraße – Hermannplatz – Boddinstraße – Leinestraße – Hermannstraße |

Am U-Bahnhof bestehen Umsteigemöglichkeiten von der Linie U8 zu den Omnibuslinien 165 und 265 der BVG.